# Phorbia funiuensis
Phorbia funiuensis är en tvåvingeart som beskrevs av Ge och Li 1985. Phorbia funiuensis ingår i släktet Phorbia och familjen blomsterflugor. Inga underarter finns listade i Catalogue of Life.